# Steinfalk
De Steinfalk is een 2348 meter hoge bergtop in de Falkengroep van het Karwendelgebergte in de Oostenrijkse deelstaat Tirol.
De Steinfalk is de enige bergtop van de Falkengroep die relatief makkelijk bereikbaar is. De tocht voert vanaf Eng (1210 meter) via de Falkenhütte (1848 meter) en de Ladizjoch naar de top.